# Christoph Kampmann
Christoph Kampmann (* 1. Juli 1961 in Bochum) ist ein deutscher Historiker.

## Leben und Wirken
Kampmann studierte an den Universitäten Bonn, Köln und am Balliol College der University of Oxford Geschichte, Philosophie, Staatsrecht und lateinische Philologie. 1991 wurde er an der Universität Bonn mit einer Arbeit über den Dreißigjährigen Krieg promoviert. Seit 1991 war Kampmann Wissenschaftlicher Mitarbeiter an der Universität Bayreuth, wo er sich 1999 mit einer Arbeit über Friedensvorstellungen und Friedenspolitik im frühneuzeitlichen Europa habilitierte. Von 1999 bis 2001 nahm er eine Vertretungsprofessur an der Universität Bonn wahr.
Nach Rufen an die Universitäten Marburg und Graz hat Kampmann seit 2003 eine Professur für Geschichte der Frühen Neuzeit an der Philipps-Universität Marburg inne. Von 2007 bis 2009 amtierte er als Dekan des Fachbereichs Geschichte und Kulturwissenschaften, von 2011 bis 2013 als Vorsitzender der „Arbeitsgemeinschaft Frühe Neuzeit“ im Verband der Historiker und Historikerinnen Deutschlands (VHHD). 2012 wurde er zum Ordentlichen Mitglied der Historischen Kommission bei der Bayerischen Akademie der Wissenschaften gewählt. Er ist Mitglied der Historischen Kommission für Hessen und der Vereinigung für Verfassungsgeschichte. Seit März 2014 ist er Mitglied der Europäischen Akademie der Wissenschaften und Künste. 2014 wurde er Gründungssprecher des von den Universitäten Marburg, Gießen sowie dem Herder-Institut getragenen Sonderforschungsbereichs „Dynamiken der Sicherheit“ der DFG; seit 2020 ist er hier einer der stellvertretenden Sprecher.
Forschungsschwerpunkte Kampmanns sind die politische Geschichte des frühneuzeitlichen Europa, insbesondere die internationale Geschichte (Kriegsentstehung, Friedensstiftung, Konfliktverhütung und Sicherheit) sowie die verschiedenen Aspekte der Geschichte des römisch-deutschen Reichs und Großbritanniens im 17. und 18. Jahrhundert.
Kampmann ist zusammen mit Thomas Brechenmacher geschäftsführender Herausgeber des Historischen Jahrbuchs und zusammen mit Matthias Becher, Dominik Geppert und Joachim Scholtyseck Mitglied des Wissenschaftlichen Beirats des Zentrums für Historische Friedensforschung in Bonn.

## Schriften (in Auswahl)
Monographien
- Reichsrebellion und kaiserliche Acht. Politische Strafjustiz im Dreißigjährigen Krieg und das Verfahren gegen Wallenstein 1634 (= Schriftenreihe der Vereinigung zur Erforschung der Neueren Geschichte. 21). Aschendorff, Münster 1993, ISBN 3-402-05672-0 (Zugleich: Bonn, Universität, Dissertation, 1991/1992).
- Arbiter und Friedensstiftung. Die Auseinandersetzung um den politischen Schiedsrichter im Europa der Frühen Neuzeit (= Quellen und Forschungen aus dem Gebiete der Geschichte. NF 21). Schöningh, Paderborn u. a. 2001, ISBN 3-506-73271-4 (Zugleich: Bayreuth, Universität, Habilitations-Schrift, 1998/1999).
- Europa und das Reich im Dreißigjährigen Krieg. Geschichte eines europäischen Konflikts. Kohlhammer, Stuttgart 2008, ISBN 978-3-17-018550-0 (2. Auflage. ebenda 2013, ISBN 978-3-17-023667-7).

Herausgeberschaften
- mit Katharina Krause, Eva-Bettina Krems und Anuschka Tischer: Bourbon – Habsburg – Oranien. Konkurrierende Modelle im dynastischen Europa um 1700. Böhlau, Köln u. a. 2008, ISBN 978-3-412-20152-4.
- mit Holger Th. Gräf und Lena Haunert: Krieg in Amerika und Aufklärung in Hessen. Die Privatbriefe (1772–1784) an Georg Ernst von und zu Gilsa (= Untersuchungen und Materialien zur Verfassungs- und Landesgeschichte. 27). Hessisches Landesamt für geschichtliche Landeskunde, Marburg 2010, ISBN 978-3-921254-82-0.
- mit Maximilian Lanzinner, Guido Braun und Michael Rohrschneider: L’art de la paix. Kongresswesen und Friedensstiftung im Zeitalter des Westfälischen Friedens (= Schriftenreihe der Vereinigung zur Erforschung der Neueren Geschichte. 34). Aschendorff, Münster 2011, ISBN 978-3-402-14762-7.
- mit Joachim Bahlcke: Wallenstein-Bilder im Widerstreit. Eine historische Symbolfigur in Geschichtsschreibung und Literatur vom 17. bis zum 20. Jahrhundert (= Stuttgarter historische Forschungen. 12). Böhlau, Köln u. a. 2011, ISBN 978-3-412-20609-3.
- mit Ulrich Niggemann: Sicherheit in der Frühen Neuzeit. Norm – Praxis – Repräsentation (= Frühneuzeit-Impulse. 2). Böhlau, Köln u. a. 2013, ISBN 978-3-412-22129-4.